# Güroymak
Güroymak là một huyện thuộc tỉnh Bitlis, Thổ Nhĩ Kỳ. Huyện có diện tích 525 km² và dân số thời điểm năm 2007 là 42385 người, mật độ 81 người/km².